# Benalúa
Benalúa (früher bekannt als Benalúa de Guadix) ist eine spanische Gemeinde in der andalusischen Provinz Granada. Benalúa liegt an der Sierra Nevada und grenzt an die Gemeinden Fonelas und Purullena, in Sichtweite liegt auch Guadix. Nahegelegene Städte sind Bejarin, Cortes y Graena und Marchal.
Die Gemeinde von Benalúa liegt inmitten des Hoya de Guadix, eines natürlichen Plateaus, am Zusammenfluss der Flüsse Fardes und Guadix. Das Dorf hat eine Höhe von durchschnittlich 886 m und erreicht den höchsten Punkt auf dem 930 m hohen Berg Kabila.

## Geschichte
Bei Ausgrabungen bestätigten Funde von Steinwerkzeug erste Ansiedlungen in der Jungsteinzeit (Ausgrabungsstätte "Solana del Zamborino"). Die Funde von Keramikscherben in der Ausgrabungsstätte Cerro del Gallo haben darüber hinaus gezeigt, dass die Bevölkerungszahl während der Zeit der El-Argar-Kultur im Gebiet der heutigen Stadt Benalúa angestiegen ist.
Durch die Nähe zur Via Augusta entwickelte Benalúa sich während der Römerzeit zu einem Pagus Minor. Die Bedeutung der Römerstraße als wichtiger Handelsweg ließ die Bevölkerungsanzahl weiter steigen.
Erst die Mauren gaben ihr ihren heutigen Namen, dessen Herkunft nicht sicher geklärt ist: eine mögliche Deutung dabei ist „Ben-Allah“ (Stadt Gottes), die andere „Ben-al-Guad“ (in der Nähe der Flüsse). Nach Ankunft der Mauren diente Benalúa überwiegend als Festung und zur Verteidigung der Comarca Guadix; es bestand zu der Zeit aus Höhlen, Türmen und einigen Gehöften. Die vorhandenen Bewässerungsanlagen führten dazu, dass sich die Region zu einem Ackerbaugebiet entwickelte, das nach und nach immer mehr Siedler anzog.